# Мункфорш (община)
Община Мункфорш (на шведски: Munkfors kommun) е разположена в лен Вермланд, западна централна Швеция с обща площ 149 km2 и население 3656 души (към 31 декември 2013). Административен център на община Мункфорш е едноименния град Мункфорш.